# Cramerjevo pravilo
Cramerjevo pravilo se uporablja v linearni algebri za reševanje sistema linearnih enačb, ki vsebuje toliko enačb kot je v sistemu neznank. Pravilo je uporabno samo, če obstaja ena rešitev. 
Imenuje se po švicarskem matematiku Gabrielu Cramerju (1704 – 1752), ki ga je objavil leta 1750.
Uporabljamo ga lahko tudi za druge vrste števil (obsege) in ne samo za realna števila. Pravilo je neprimerno za uporabo pri sistemih z večjim številom neznank. Za takšne primere je boljše, če uporabimo katero izmed drugih metod reševanja sistema linearnih enačb (npr. Gaussova eliminacijska metoda).

## Opis pravila
Predpostavimo, da imamo sistem n linearnih enačb
{\displaystyle {\begin{cases}a_{11}x_{1}+a_{12}x_{2}+\ldots +a_{1n}x_{n}=b_{1}\\a_{21}x_{1}+a_{22}x_{2}+\ldots +a_{2n}x_{n}=b_{2}\\\cdots \cdots \cdots \cdots \cdots \cdots \cdots \cdots \cdots \cdots \\a_{n1}x_{1}+a_{n2}x_{2}+\ldots +a_{nn}x_{n}=b_{n}\\\end{cases}}}
To lahko zapišemo v matrični obliki kot
{\displaystyle {\begin{pmatrix}a_{11}&a_{12}&\cdots &a_{1n}\\a_{21}&a_{22}&\cdots &a_{2n}\\\vdots &\vdots &\ddots &\vdots \\a_{m1}&a_{m2}&\cdots &a_{mn}\end{pmatrix}}{\begin{pmatrix}x_{1}\\x_{2}\\\vdots \\x_{n}\end{pmatrix}}={\begin{pmatrix}b_{1}\\b_{2}\\\vdots \\b_{m}\end{pmatrix}}}
ali 
{\displaystyle Ax=B\,}.
V tem primeru dobimo rešitve kot 
{\displaystyle x_{i}={\frac {\det(A_{i})}{\det(A)}}\qquad i=1,\ldots ,n\,} .
kjer je
- {\displaystyle A_{i}\,} matrika, kjer smo i-ti stolpec nadomestili stolpcem {\displaystyle B\,}.
- {\displaystyle A\,} matrika sistema, ki ima za elemente koeficiente spremenljivk

## Zgled
Imamo naslednji sistem linearnih enačb
{\displaystyle {\begin{cases}a_{11}x_{1}+a_{12}x_{2}+a_{13}x_{3}=b_{1}\\a_{21}x_{1}+a_{22}x_{2}+a_{23}x_{3}=b_{2}\\a_{31}x_{1}+a_{32}x_{2}+a_{33}x_{3}=b_{3}\\\end{cases}}}

ali
{\displaystyle Ax=B\,}.
Determinante, ki jih potrebujemo za izračun rešitev sistema linearnih enačb, so:
{\displaystyle \Delta ={\begin{vmatrix}a_{11}&a_{12}&a_{13}\\a_{21}&a_{22}&a_{23}\\a_{31}&a_{32}&a_{33}\\\end{vmatrix}},\ \ \Delta _{1}={\begin{vmatrix}b_{1}&a_{12}&a_{13}\\b_{2}&a_{22}&a_{23}\\b_{3}&a_{32}&a_{33}\\\end{vmatrix}},\ \ \Delta _{2}={\begin{vmatrix}a_{11}&b_{1}&a_{13}\\a_{21}&b_{2}&a_{23}\\a_{31}&b_{3}&a_{33}\\\end{vmatrix}},\ \ \Delta _{3}={\begin{vmatrix}a_{11}&a_{12}&b_{1}\\a_{21}&a_{22}&b_{2}\\a_{31}&a_{32}&b_{3}\\\end{vmatrix}}}
Rešitev sistema je:
{\displaystyle x_{1}={\frac {\Delta _{1}}{\Delta }},\ \ x_{2}={\frac {\Delta _{2}}{\Delta }},\ \ x_{3}={\frac {\Delta _{3}}{\Delta }}}
kjer je
- {\displaystyle \Delta \,} vrednost determinante {\displaystyle A\,}
- {\displaystyle {\Delta _{1}}\,} determinanta matrike {\displaystyle A\,}, kjer je prvi stolpec zamenjan s stolpcem {\displaystyle B\,}
- {\displaystyle {\Delta _{2}}\,} determinanta matrike {\displaystyle A\,}, kjer je drugi stolpec zamenjan s stolpcem {\displaystyle B\,}
- {\displaystyle {\Delta _{3}}\,} determinanta matrike {\displaystyle A\,}, kjer je tretji stolpec s stolpcem {\displaystyle B\,}

V nadaljevanju je prikazan zgled reševanja sistema enačb
{\displaystyle {\begin{matrix}82\,x_{1}+45\,x_{2}+9\,x_{3}=1\\27\,x_{1}+16\,x_{2}+3\,x_{3}=1\\9\,x_{1}+5\,x_{2}+1\,x_{3}=0\\\end{matrix}}}
Razširjena matrika sistema enačb je:
{\displaystyle {\begin{pmatrix}{A}&b\end{pmatrix}}=\left({\begin{array}{ccc|c}82&45&9&1\\27&16&3&1\\9&5&1&0\end{array}}\right)}
Po Cramerjevem pravilu dobimo rešitve sistema enačb:
{\displaystyle x_{1}={\frac {\det(A_{1})}{\det(A)}}={\frac {\begin{vmatrix}{1}&45&9\\1&16&3\\0&5&1\end{vmatrix}}{\begin{vmatrix}{82}&45&9\\27&16&3\\9&5&1\end{vmatrix}}}={\frac {1}{1}}=1\qquad }
{\displaystyle x_{2}={\frac {\det(A_{2})}{\det(A)}}={\frac {\begin{vmatrix}{82}&1&9\\27&1&3\\9&0&1\end{vmatrix}}{\begin{vmatrix}{82}&45&9\\27&16&3\\9&5&1\end{vmatrix}}}={\frac {1}{1}}=1\qquad }
{\displaystyle x_{3}={\frac {\det(A_{3})}{\det(A)}}={\frac {\begin{vmatrix}{82}&45&1\\27&16&1\\9&5&0\end{vmatrix}}{\begin{vmatrix}{82}&45&9\\27&16&3\\9&5&1\end{vmatrix}}}={\frac {-14}{1}}=-14}.